# Pycnogonum calculum
Pycnogonum calculum är en havsspindelart som beskrevs av Bamber, R.N. 1995. Pycnogonum calculum ingår i släktet Pycnogonum och familjen Pycnogonidae. Inga underarter finns listade i Catalogue of Life.